# Legislativní technika
Legislativní technika je činnost, která směřuje k co nejefektivnější komunikaci právních norem jejich adresátům prostřednictvím právních předpisů. Jde o dovednost dát textu právních předpisů takovou formu, aby byly v tomto textu zachycené právní normy co nejsrozumitelnější co nejširšímu okruhu lidí. Patří k ní tedy jak jazyková, výrazová stránka právního předpisu, tak jeho formální utřídění, rozčlenění.
V praxi jsou proto vydávána tzv. legislativní pravidla, např. v České republice jde o Legislativní pravidla vlády, která sice nejsou oficiálně závazná, ale pokud se jich zákonodárce drží, úroveň legislativní techniky bývá vysoká.